# 卡爾卡爾島

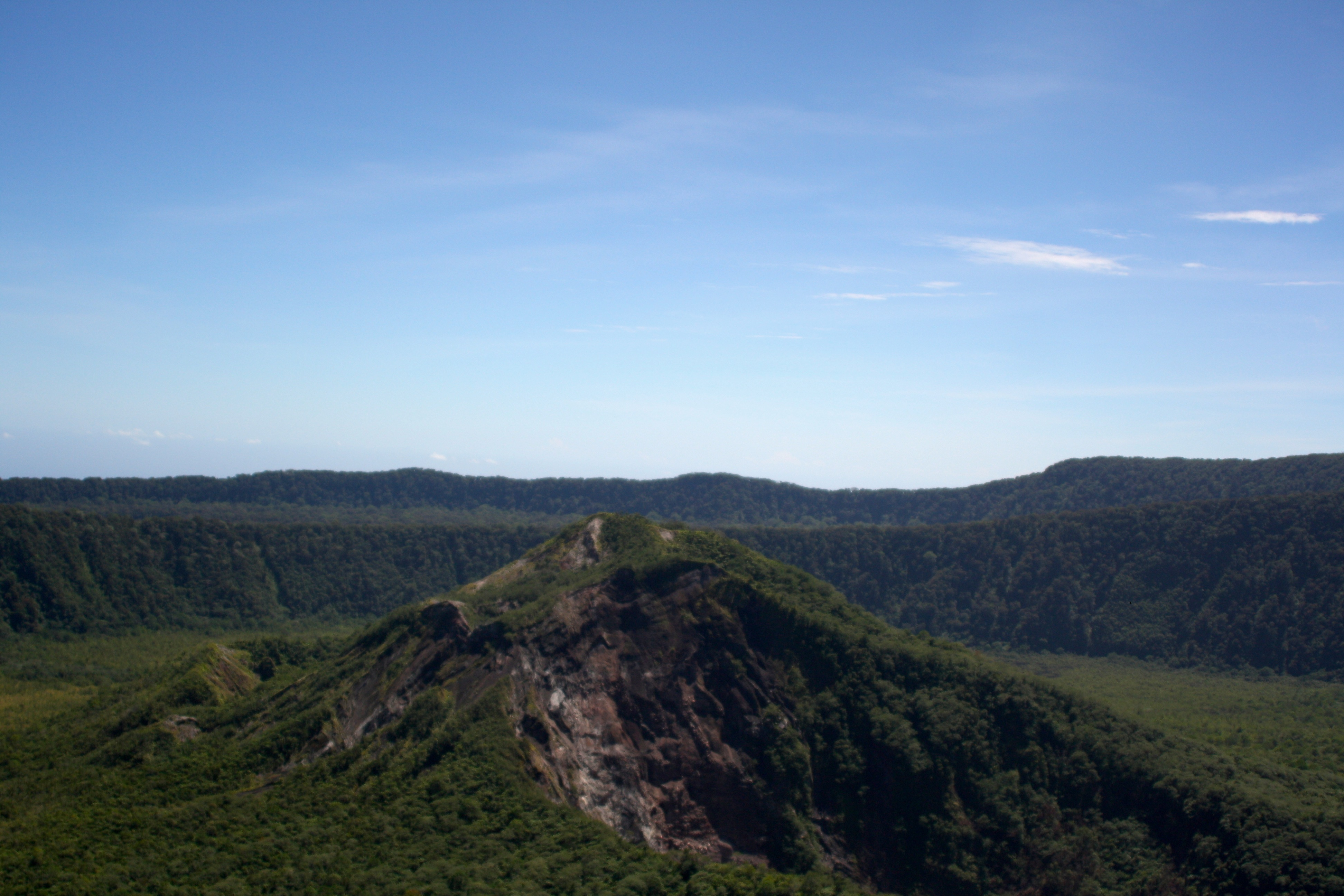

卡爾卡爾島是巴布亞新幾內亞的火山島，位於俾斯麥海，由馬當省負責管轄，長25公里、寬19公里，面積362平方公里，最高點海拔高度1,839米，人口約65,000。